# Ian Brennan (Schauspieler)

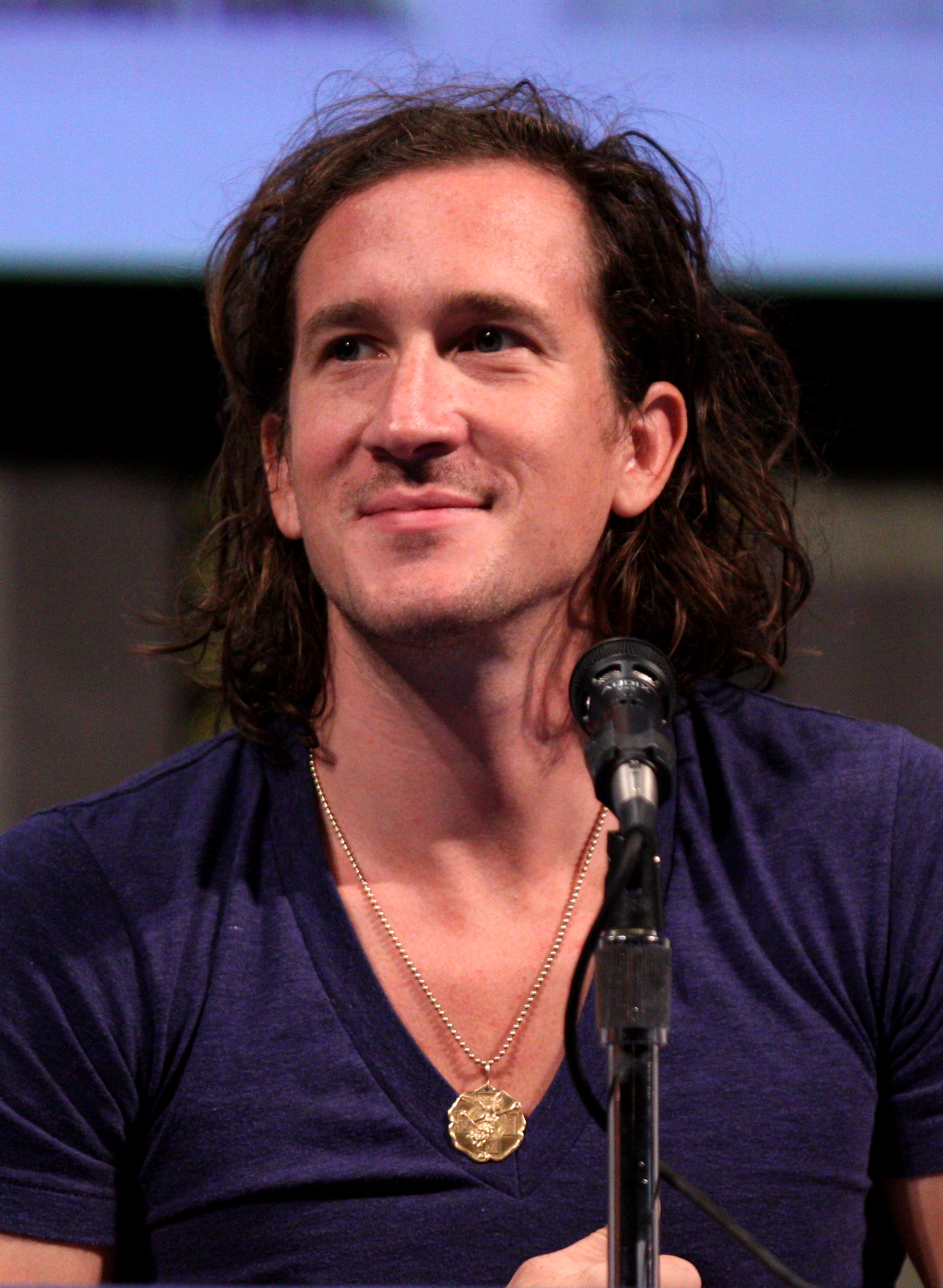
Ian Brennan (2011)

Ian Brennan (* um 1978 in Mount Prospect, Illinois) ist ein US-amerikanischer Schauspieler, Drehbuchautor, Autor und Fernsehproduzent.

## Leben
Brennan ist der Sohn von John und Charman Brennan und hat eine Schwester. Er verbrachte vier Jahre an der „Prospect High School“ in seiner Geburtsstadt und war auch im Schulchor.
Heute lebt er in New York City und Los Angeles. Brennan ist mit der australischen Schauspielerin Trilby Glover verheiratet.

## Filmografie
- 2000: Allein gegen die Zukunft
- 2000: Too Much Flesh
- 2006: Flourish
- 2006: Save the Last Dance 2
- 2007: Ich glaub, ich lieb meine Frau
- 2007: Criminal Intent
- 2007: CSI: NY
- 2009: Glee
- 2009: Infamous
- seit 2019: The Politician
- 2020: Hollywood
- 2020: Ratched (nur Drehbuch, Fernsehserie, sechs Folgen)
- 2022: Dahmer – Monster: Die Geschichte von Jeffrey Dahmer (Miniserie, Idee und Drehbuch)

## Theater
- 1999: Saturday Night
- 1999: Finian’s Rainbow
- 2005: The Man in the White Suit